# Episodi di Atlantic Crossing
La prima stagione della serie televisiva Atlantic Crossing, composta da otto episodi, è stata trasmessa in prima visione assoluta su NRK dal 25 ottobre al 13 dicembre 2020.
In Italia, la stagione viene trasmessa in prima visione assoluta su Rai 3 dal 18 al 29 giugno 2021, in tre episodi della durata di oltre due ore ciascuno. Su Raiplay è pubblicata in formato originale.
| nº | Titolo originale | Titolo italiano          | Prima TV Norvegia | Prima TV Italia |
| -- | ---------------- | ------------------------ | ----------------- | --------------- |
| 1  | Angrepet         | Venti di guerra          | 25 ottobre 2020   | 18 giugno 2021  |
| 2  | Tronefall        | Fuga a Londra            | 1 novembre 2020   | 18 giugno 2021  |
| 3  | Over Atlanteren  | Fiamme su Londra         | 8 novembre 2020   | 18 giugno 2021  |
| 4  | Ild og vann      | La scelta del Presidente | 15 novembre 2020  | 25 giugno 2021  |
| 5  | Tomme løfter     | Un aiuto inaspettato     | 22 novembre 2020  | 25 giugno 2021  |
| 6  | Stormtid         | Le voci corrono          | 29 novembre 2020  | 25 giugno 2021  |
| 7  | Gaven            | La scelta obbligata      | 6 dicembre 2020   | 29 giugno 2021  |
| 8  | Hjemlandet       | La fine della guerra     | 13 dicembre 2020  | 29 giugno 2021  |

## Venti di guerra
- Titolo originale: Angrepet

### Trama
La principessa ereditaria Märtha e il principe ereditario Olav devono fuggire quando la Germania attacca la Norvegia. Con i nazisti alle calcagna, devono prendere una decisione difficile.
- Ascolti Italia: telespettatori 802 000 – share 4,40%[2][3]

## Fuga a Londra
- Titolo originale: Tronefall

### Trama
La Svezia non è più sicura per Märtha e i bambini, ma tutte le rotte per Londra sono bloccate dai tedeschi. Tutto sembra perduto, quando arriva l'aiuto inaspettato.

## Fiamme su Londra
- Titolo originale: Over Atlanteren

### Trama
Negli Stati Uniti, Märtha e i suoi figli ricevono l'attenzione del presidente Roosevelt. Ma quando le bombe tedesche distruggono Londra, Märtha teme per la vita di suo marito Olav.

## La scelta del Presidente
- Titolo originale: Ild og vann

### Trama
Märtha implora il presidente di aiutare la Norvegia, ma ha promesso ai suoi elettori che gli Stati Uniti non si uniranno alla guerra. La loro amicizia vacilla.
- Ascolti Italia: telespettatori 698 000 – share 4,30%[4][5]

## Un aiuto inaspettato
- Titolo originale: Tomme løfter

### Trama
Il governo impedisce a Märtha di lavorare per la Norvegia. Quando il presidente interviene, capisce che i suoi sentimenti possono essere più che amichevoli.

## Le voci corrono
- Titolo originale: Stormtid

### Trama
Märtha promette a Olav di non rivedere più il presidente, ma quando si presenta una minaccia inaspettata, ricorre alla sua protezione.

## La scelta obbligata
- Titolo originale: Gaven

### Trama
Märtha finisce in un dilemma quando il presidente annuncia che vuole sostenere la Norvegia e le chiede di dire cosa prova per lui.
- Ascolti Italia: telespettatori 795 000 – share 4,50%[6][7]

## La fine della guerra
- Titolo originale: Hjemlandet

### Trama
Märtha non sa se tornerà a casa in Norvegia dopo la guerra. Prima di poter iniziare una nuova vita, deve combattere un'ultima battaglia.